# Avers
Avers és un municipi del cantó dels Grisons (Suïssa), situat al districte de Hinterrhein.

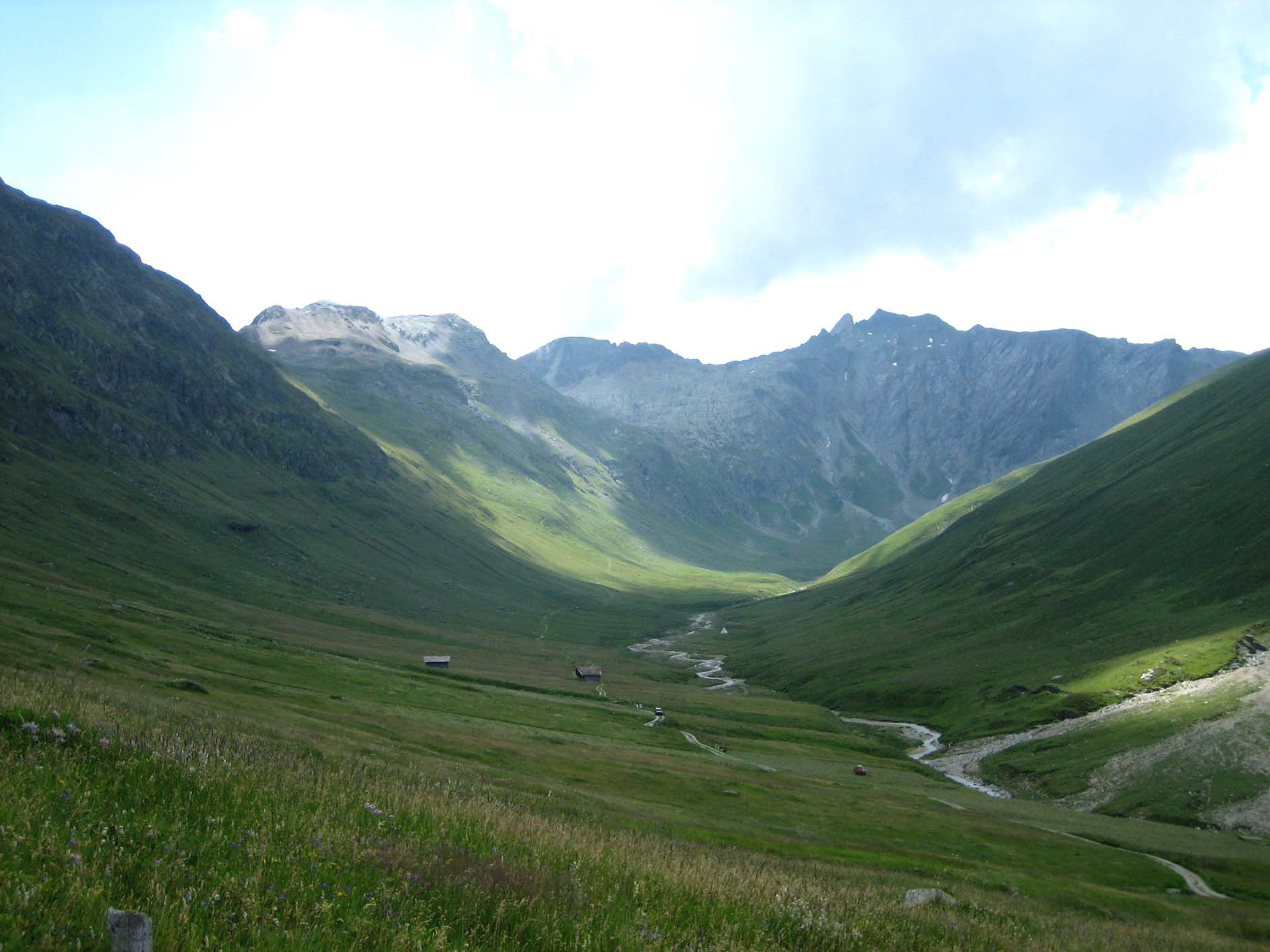
Vall d'Avers